# Mellersta Parkalompolo
Mellersta Parkalompolo eller Saarilompolo är en sjö i Pajala kommun i Norrbotten och ingår i Torneälvens huvudavrinningsområde. Sjön har en area på 0,0539 kvadratkilometer och ligger 273,5 meter över havet. Mell Parkalompolo ligger i Torne och Kalix älvsystem Natura 2000-område. Sjön avvattnas av vattendraget Talisenoja.

## Delavrinningsområde
Mellersta Parkalompolo ingår i det delavrinningsområde (753508-179616) som SMHI kallar för Mynnar i Parkajoki. Medelhöjden är 309 meter över havet och ytan är 34,97 kvadratkilometer. Det finns inga avrinningsområden uppströms utan avrinningsområdet är högsta punkten. Talisenoja som avvattnar avrinningsområdet har biflödesordning 4, vilket innebär att vattnet flödar genom totalt 4 vattendrag innan det når havet efter 324 kilometer. Avrinningsområdet består mestadels av skog (81 procent) och sankmarker (17 procent). Avrinningsområdet har 0,21 kvadratkilometer vattenytor vilket ger det en sjöprocent på 0,6 procent.